# KTW (complexe immobilier)
Pour les articles homonymes, voir KTW.
KTW (également appelé .KTW) est un complexe de deux immeubles de grande hauteur situé à Katowice, en Pologne.
KTW I, le premier bâtiment du projet, a été achevé en 2018, culminant à 66 mètres. La deuxième tour, KTW II, culminant à 134 mètres et achevée en 2022, est le plus haut bâtiment de la ville et de la région de Haute-Silésie.
KTW est situé Aleja Roździeńskiego, dans le quartier de Koszutka (en). Le complexe se trouve à proximité de la salle omnisports du Spodek, de l'Orchestre symphonique national de la radio polonaise et du Centre international des congrès de Katowice.

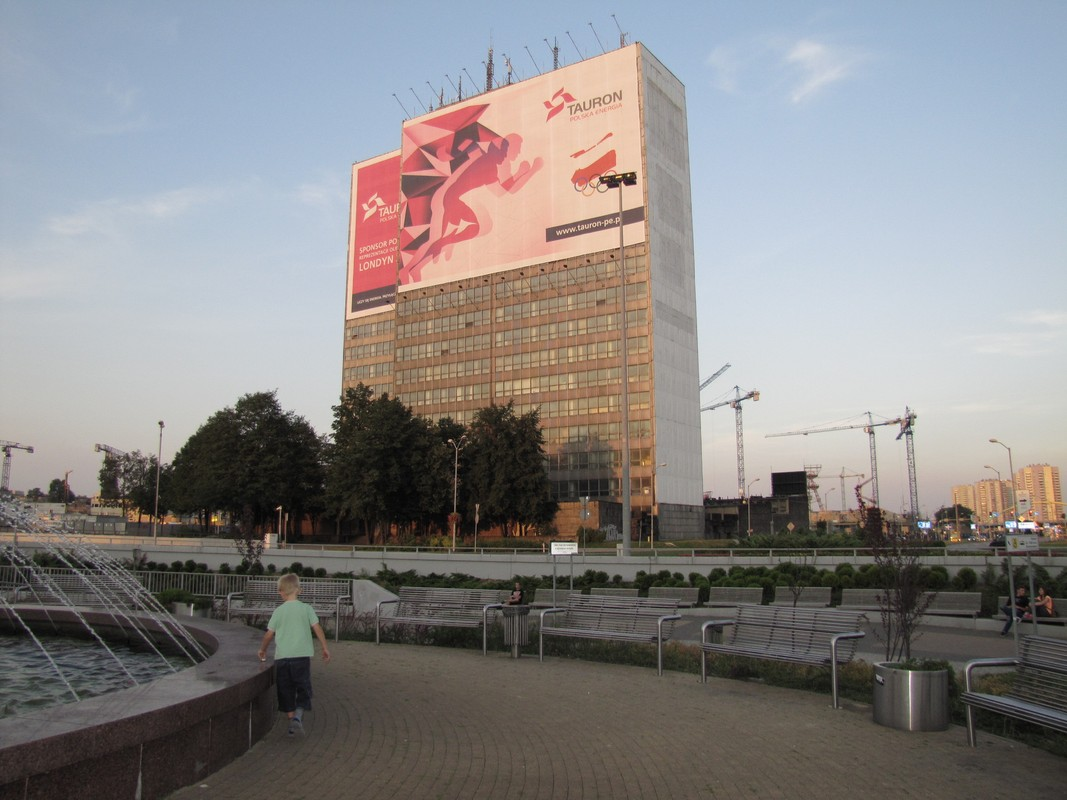
Le bâtiment détruit pour la construction.
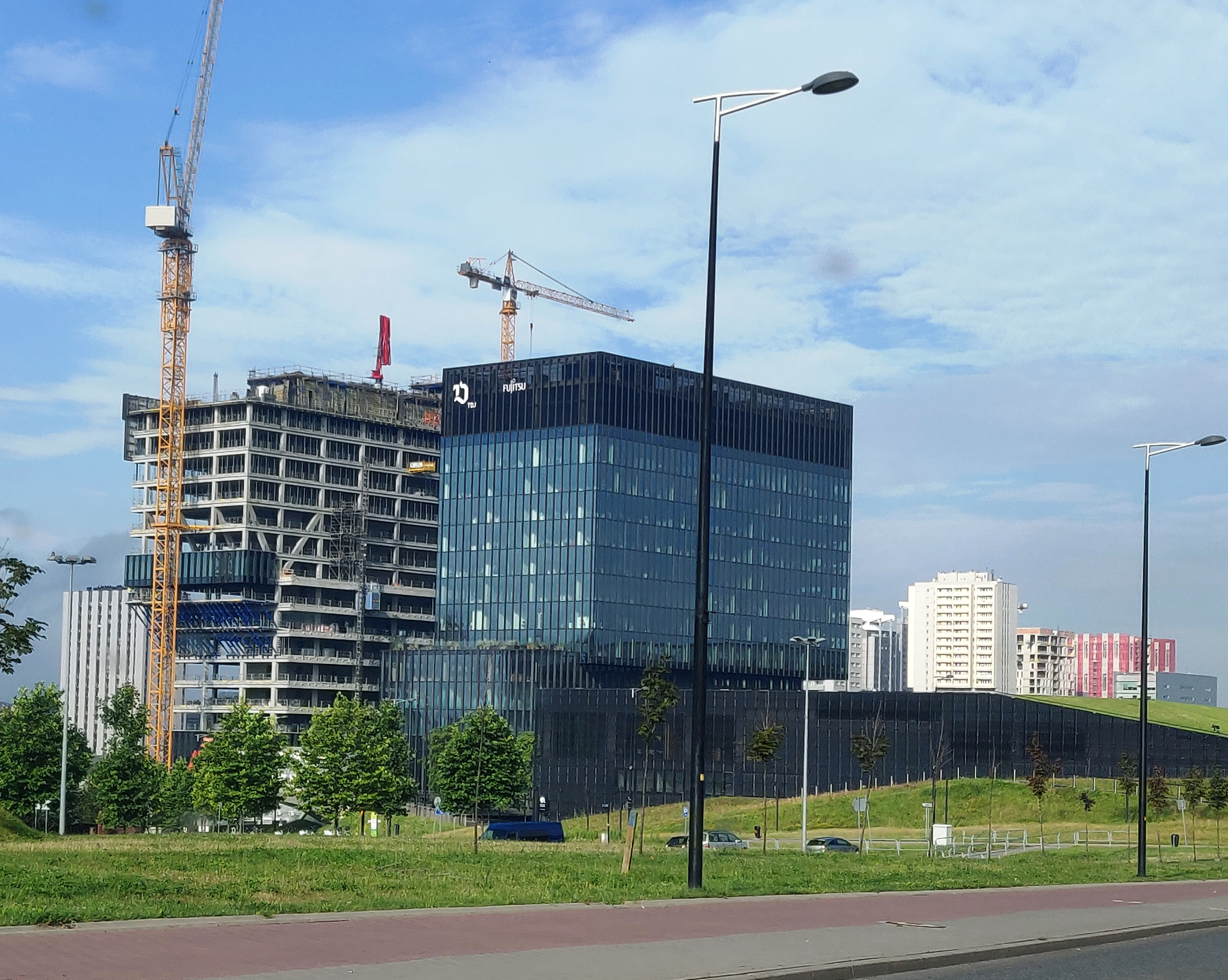
Juillet 2020.
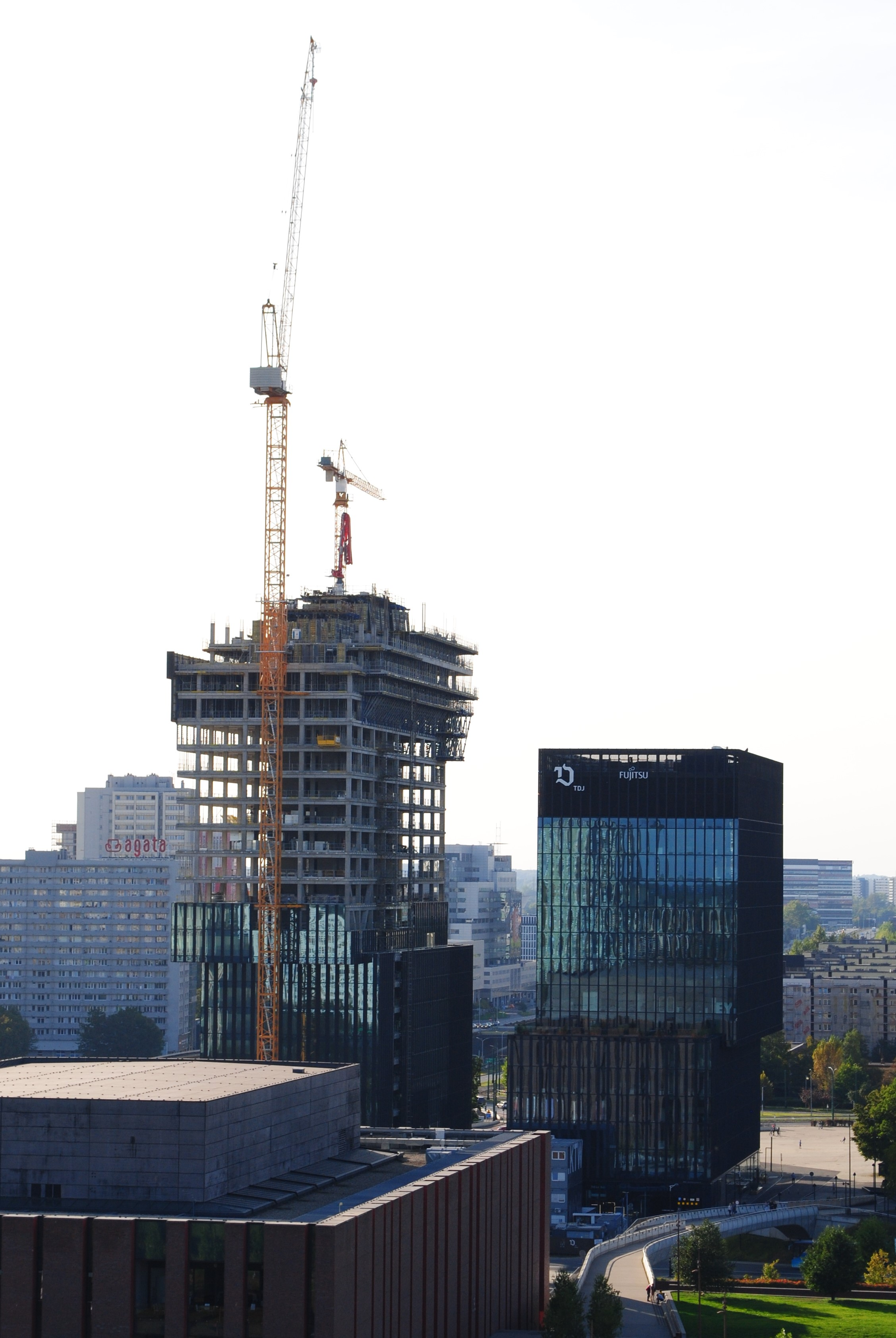
Septembre 2020.
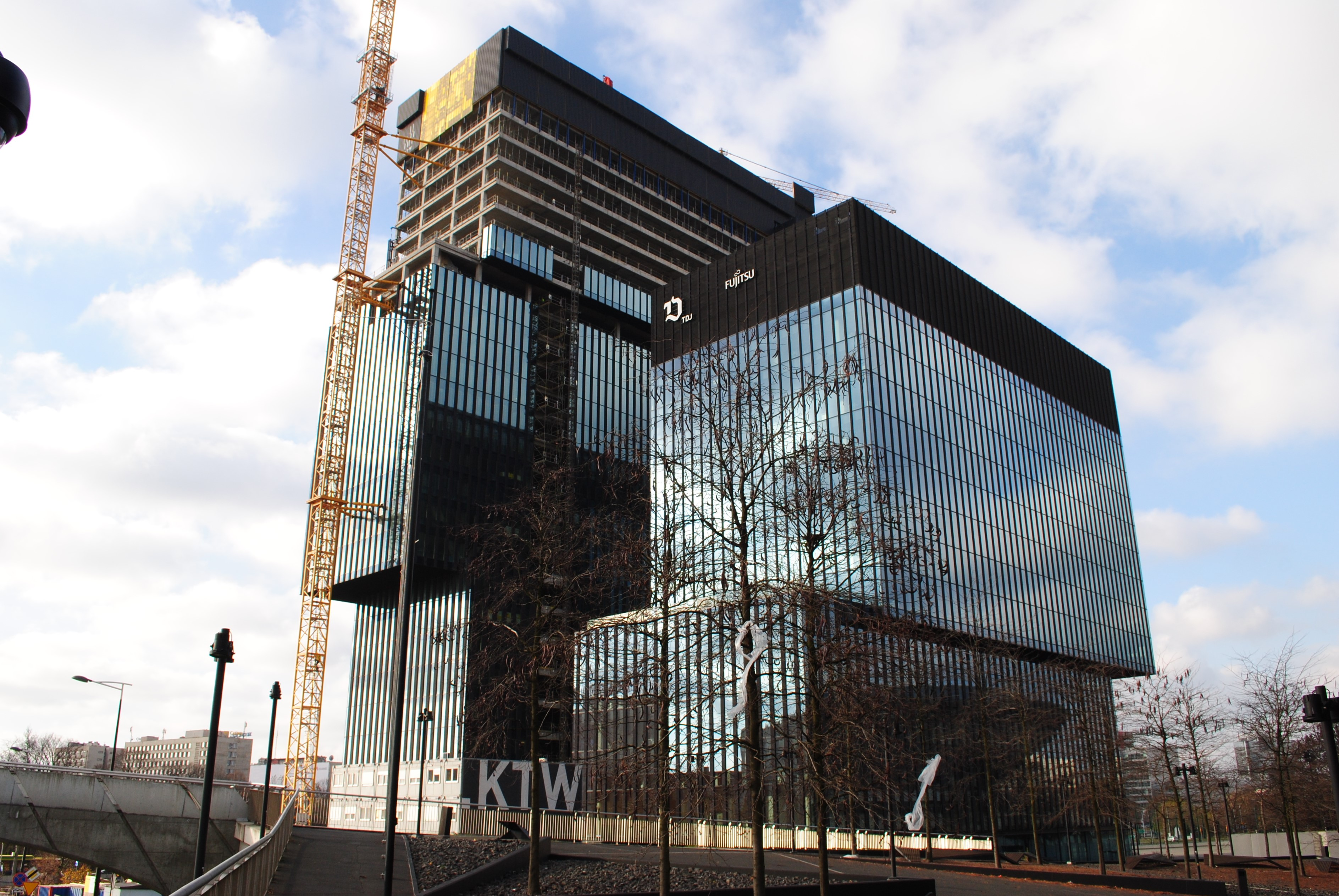
Novembre 2020.
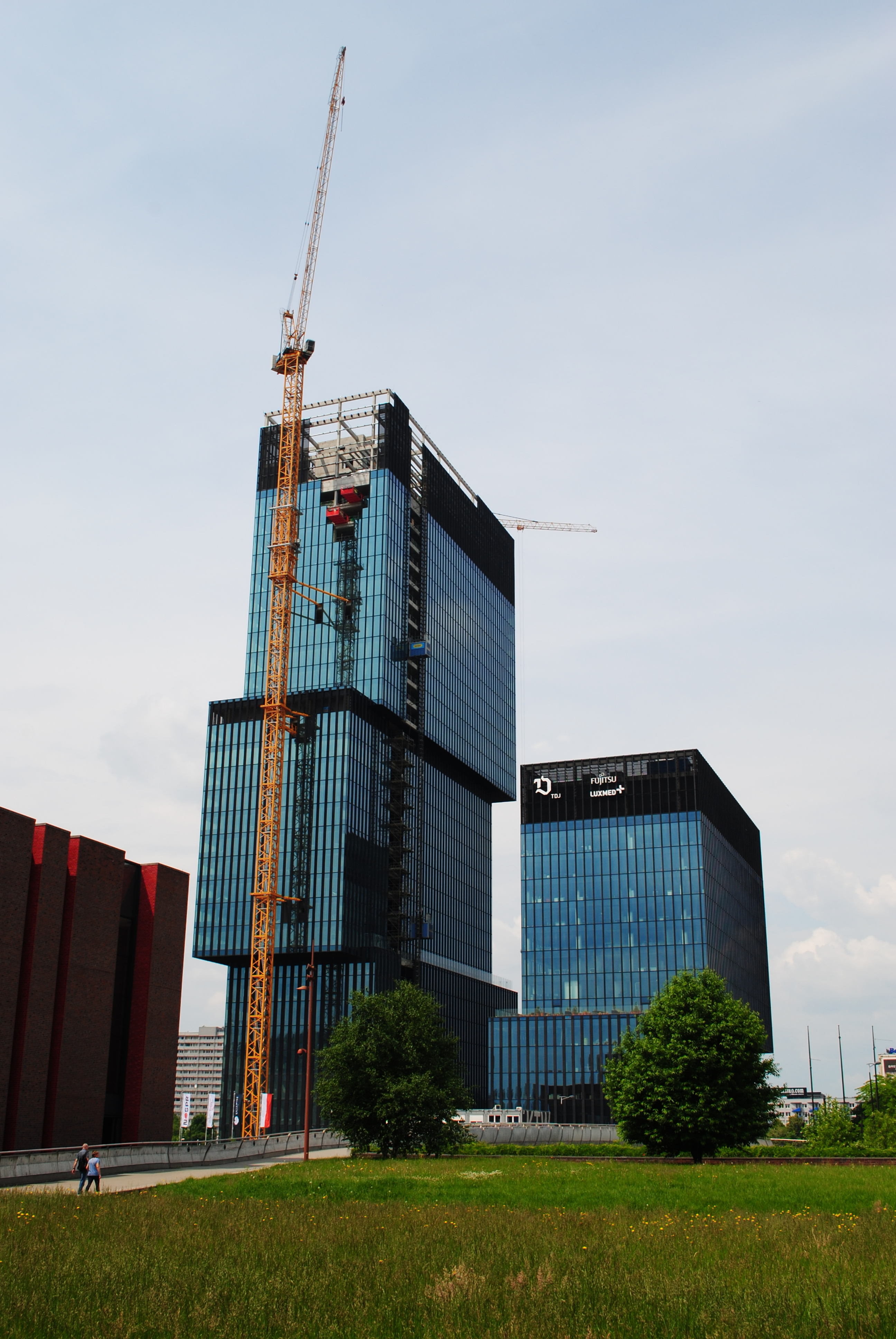
Juin 2021.
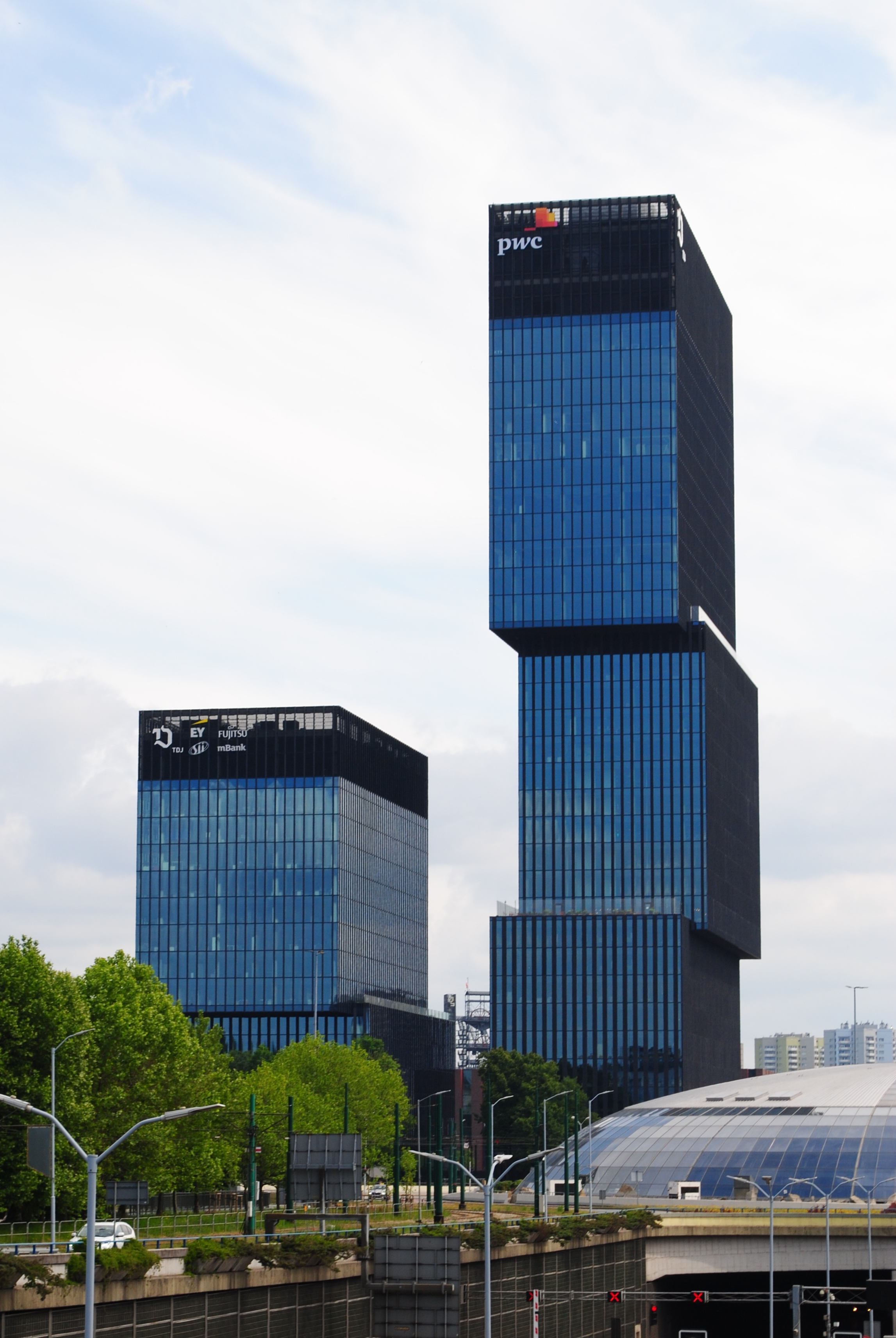
Juin 2023.